# FMサウンドクルーズ
はま☆キラ!は、NHK横浜放送局のFM放送で行われている神奈川県の県域情報番組である。

## 内容
2019年3月までは「横浜サウンド☆クルーズ」のタイトルで放送された平日帯番組で、毎日日替わりでテーマを定め、文化・芸術・音楽・暮らし・スポーツ・ニュース・気象情報などを提供している。また不定期で公開収録の「よこはま発ジャズクルージング」と題したジャズの演奏会の模様も放送されていた。
2019年4月より神奈川県域FMでの放送が金曜日の週1回に縮小されるが、祝日を中心に不定期でラジオ第1放送で放送されていた「はま☆キラ!」を統合し、毎月原則第2・第4水曜のにっぽん列島夕方ラジオ枠でも放送されることになった。2020年度については放送時間・内容に変更はないものの、タイトルが「はま☆キラ!」となった。

## 放送日時
- FM放送（神奈川県域）: 金曜（祝日と特定の特別編成期間は除く） 11時 - 12時
  - 2019 - 2021年度は金曜 18時 - 19時の放送。他の地区では、11:50-12:00（夕方枠時代は18:50 - 19:00）に別番組として放送されている県内の「ニュース・気象情報・交通情報」は当番組内に内包されている（いた）。
  - なお金曜日は千葉県・埼玉県、並びに毎月最終金曜日（原則）の栃木県を除く全国放送では『KABUKI TUNE』（11:00-11:25 2022年度までは11:50まで）、『駒井蓮のニポミン!』（2023年度）→『出会いは!みんようび』（2024年度）（いづれも11:25-11:50）が通常放送されているが、神奈川県での放送はないため、東京都内向け（82.5MHz）他の周辺都県のFM、またはらじるらじる（聞き逃し対応）、radiko等のインターネットラジオで補完する。
- ラジオ第1放送（「にっぽん列島夕方ラジオ」枠）: 原則毎月第2・4水曜17:05 - 17:55
  - 関東地方・静岡県などで放送。

## 出演
NHK横浜放送局のアナウンサー・契約キャスターが交代で担当
ただし、かつて担当していた渡邊あゆみはアナウンス統括であると共に、月数回「歴史秘話ヒストリア」出演のためNHK大阪放送局に出張することもあるため、主に裏方専業となっていた。